# Тэтан
Тэтан (англ. Thetan) — саентологический псевдонаучный термин, подразумевающий непосредственно личность, духовное существо. Согласно данной концепции, тэтан — не разум и не тело, а тот, кто осознаёт, что он осознаёт, то есть индивидуальность, которой является сам человек. Родственен понятиям дух, душа в традиционных религиях.
Термин и концепция введена основателем саентологии Л. Рон Хаббардом, который обозначил греческой буквой тэта (Θ) «источник жизни и саму жизнь, мысль».
Согласно саентологическому учению, тэтаны создали материальную вселенную и свет в основном для собственного удовольствия. Вселенная, как полагают саентологи, не имеет самостоятельного бытия, но она есть только потому, что большинство тэтанов согласны с её существованием. Саентологи считают, что падение тэтанов связано с тем, что те начали отождествлять себя со своим созданием, а не со своим исходным состоянием духовной чистоты. Считается, что в конечном счёте они потеряли память о своей истинной природе, а также связанные с ними духовные и творческие силы и стали ощущать себя лишь воплощенными в человеческом теле существами.

## Тэта
Греческой буквой «тэта» (Θ) основатель саентологии Л. Рон Хаббард обозначил трансцендентную «жизненную силу», вдыхающую жизнь во все живые существа. Слово «тэтан» образовано на его основе для обозначения индивидуальной единицы «жизненной силы».
Тэта как невидимая, бессмертная и вечная жизненная сила отделена от физической вселенной; она не имеет ни энергии, ни массы, ни длины волны или расположения в пространстве или времени, однако может постулировать (причинно мыслить) и воспринимать.

## Оперирующий тэтан
Оперирующий тэтан (англ. Operating Thetan, OT) — саентологический термин, подразумевающий уровень развития духовного существа, находящийся выше состояния «Клир»; изначальное состояние тэтана. Слово «тэтан» значит «духовное существо», а слово «оперирующий» здесь значит «способный действовать вне зависимости от вещей». Согласно саентологическому учению, оперирующий тэтан (ОТ) в большей степени способен сам контролировать материю, энергию, пространство и время, чем быть контролируемым ими. В результате ОТ способен быть причиной над жизнью. Существует несколько шагов на «мосту к полной свободе», называемых «Уровни ОТ». Люди на этих уровнях продвигаются к духовному состоянию полного ОТ и становятся все в большей и большей степени ОТ на этом пути.

## Экстериоризация
В саентологии экстериоризация — это состояние, когда тэтан находится вне тела и существует независимо от него. В этот момент он больше не обременён физической вселенной и находится в своём изначальном состоянии. Считается, что он может видеть без помощи глаз, слышать без помощи ушей, осязать без помощи рук. При экстериоризации можно чётко увидеть свои способности и потенциал.